# Hermann von Gimborn
Hermann von Gimborn (Sigmaringen, 23 giugno 1880 – Bielefeld, 15 febbraio 1953) è stato un generale tedesco della Wehrmacht durante la seconda guerra mondiale.

## Biografia
Entrato in servizio nell'esercito imperiale tedesco il 1º aprile 1898, Gimborn venne promosso sottotenente il 18 agosto 1899 ed inquadrato nel 5º battaglione pionieri sino al 1902 quando iniziò la frequentazione della scuola di artiglieria ed ingegneria, poi un'accademia tecnica ed infine entrò nel 7º reggimento granatieri nel 1908, quando già aveva raggiunto il grado di tenente.
Nel corpo dei genieri, fece carriera raggiungendo nel 1903 il grado di capitano ed ottenendo la posizione di aiutante comandante del reparto pionieri del XV corpo d'armata. Combatté durante la prima guerra mondiale in Francia e venne ferito nel 1915 presso Lunéville. In quello stesso anno venne destinato al corpo dei pionieri in servizio al X corpo d'armata. Nel 1917 ottenne il comando della 310º compagnia pionieri e dal 1919 venne trasferito al 3º battaglione pionieri del Reichswehr della Repubblica di Weimar.
Nel 1922 venne promosso al grado di maggiore ed assegnato a diverse unità tra cui lo staff della IV divisione. Tenente colonnello nel 1928, ottenne il comando del 2º battaglione pionieri e venne dal 1930 occupato presso il dipartimento armi e munizioni. Colonnello nel 1931, venne prescelto quale responsabile delle fortificazioni sul fronte orientale, guadagnandosi dapprima il grado di maggiore generale ed infine quello di tenente generale; si ritirò quindi a vita privata nel 1936.
Venne richiamato in servizio nel 1939 con lo scoppio della seconda guerra mondiale per la difesa dello spazio aereo dell'area ovest. Venne quindi assegnato allo staff della X armata d'istanza a Reichenau e venne poi inviato a Brema come capo dello staff per le investigazioni ove rimase dal settembre del 1939 sino al luglio del 1940. Venne quindi nominato comandante delle fortificazioni dell'area del Basso Reno, rimanendo in forza dal luglio del 1940 al 4 giugno 1941. Comandante della 177ª divisione per quattro mesi nel 1941, venne posto in riserva e pensionato definitivamente il 31 dicembre 1941.